# Cucina awadhi
La cucina Awadhi è una cucina originaria della regione Awadh nell'Uttar Pradesh (India settentrionale). Lo schema culinario di Lucknow è simile a quello dell'Asia centrale, del Medio Oriente e dell'India settentrionale, con una cucina che comprende sia piatti vegetariani che non. La cucina della regione Awadh è stata molto influenzata dalle tecniche culinarie della cucina Mughlai e la cucina di Lucknow ha molta somiglianza a quelle della cucina dell'Asia centrale, del Kashmir, del  Punjab e dell'Hyderabad. La città è anche nota per i suoi cibi Nawab.
I bawarchis (chef) e i rakabdars (cuochi gourmet) di Awadh inventarono la lenta cottura ovvero il tipo di cottura su fuoco basso, che oggi è diventata sinonimo di Lucknow. La loro diffusione consiste in piatti elaborati come kebab, korma, biryani, kaliyas, nahari-kulcha, zarda, sheermal, rumali roti e warqi paratha. La ricchezza della cucina Awadh sta non solo nelle varietà di cotture ma anche negli ingredienti utilizzati, come montone, paneer e spezie tra le quali il cardamomo e lo zafferano.

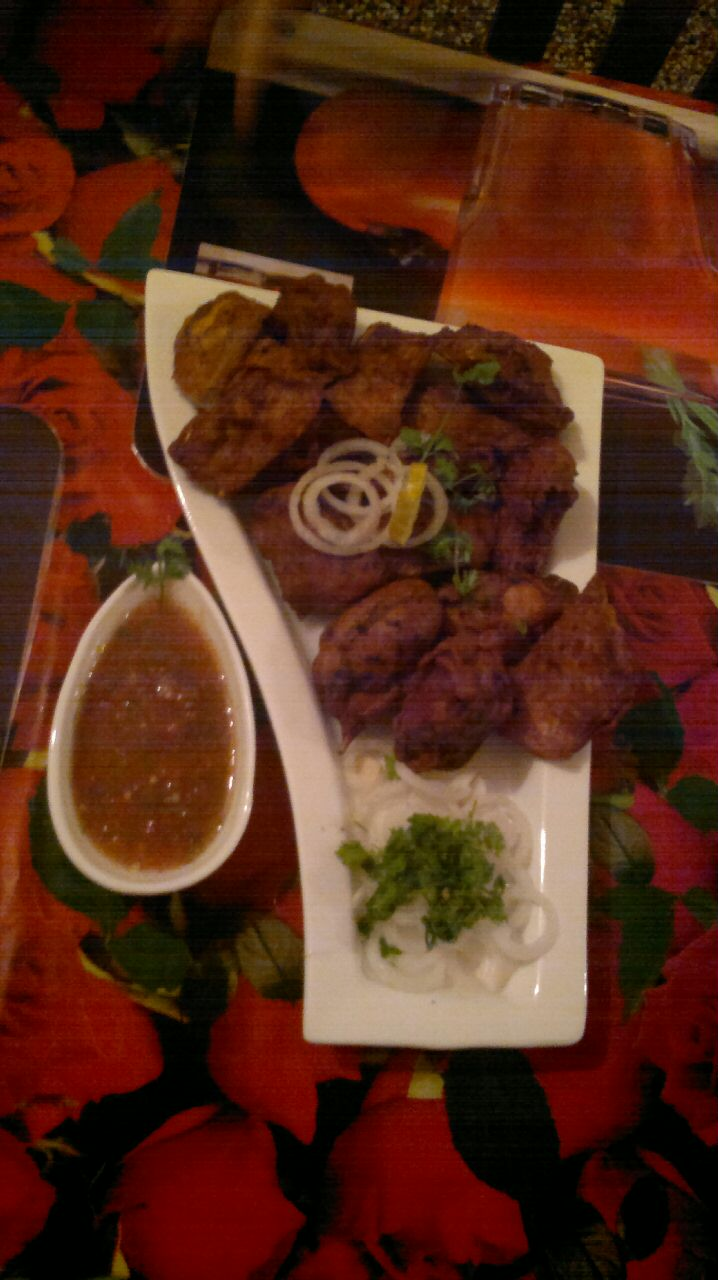
Kabab di Awadh

I Kebab sono parte integrante dell'Awadhi. Lucknow è orgogliosa dei suoi Kebab. Vi sono parecchie varietà di kebab popolari nella cucina Awadhi, quali i Kebab Kakori, Galawat ke Kebab, Shami Kebab, Boti Kebab, Patili-ke-Kebab, Ghutwa Kebab e Seekh Kebab che sono tra le varietà più note.
I kebab della cucina Awadhi sono diversi dai kebab del Punjab in quanto i kebab Awadhi sono cotti su una chula (una stufa a biomasse) e talvolta in una casseruola a manico lungo contro la grigliata in un tandoor in Punjab. I kebab Awadhi sono anche chiamati "kebab chula" mentre i kebab del Punjab sono chiamati "kebab tandoori".
Il Seekh kebab è stato per lungo tempo considerato un capolavoro nel dastarkhwan Awadhi. Introdotto dai mongoli, era in origine preparato con carne macinata di manzo su spiedi e cotta su fuoco di carbone di legna. Oggi vi si preferisce la carne macinata di agnello per la sua maggior tenerezza.
Il centenario Tunde ke Kabab a Chowk è il più famoso punto di vendita per i Kebab anche oggi.Il Tunde kabab  è anche così chiamato poiché era la specialità di uno chef monco. Si considera il tunde kabab unico a causa della sua ricetta tenuta gelosamente come segreto di famiglia, preparata dalle donne di casa. Si dice che contenga fino a 160 spezie.
Il Kakori kabab è considerato benedetto poiché originariamente fu preparato nel luogo del dargah di Shah Abi Ahder Sahib con la benedizione divina. La carne utilizzata è il tendine della gamba di montone combinata con khoya e spezie.
Lo Shami kebab è fatto con carne macinata, usualmente insieme a fette di cipolla, con aggiunta di coriandolo e peperoncino rosso. I kebab sono polpette riempite con un misto di spezie e intenso manghi acerbo verde. La stagione migliore per questo cibo è il mese di maggio, quando i manghi sono giovani. 
Un'offerta inusuale è il Pasanda kebab, piccata di agnello marinata e quindi sauté su una teglia da forno.
Boti kebab è agnello marinato nello yoghurt e cotto su spiedi in un forno tandoor.
I kebab vegetariani comprendono i Dalcha Kebab, Kathal ke Kebab, Arbi ke Kebab, Rajma Galoti Kebab (rognoncini kebab cotti con erbe aromatiche), Zamikand ke Kebab (Lucknowi yam kebab), etc.
Segue l'elenco di alcuni popolari kebab
- Kakori kebab
- Kebab di Galawat
- Shami kebab
- Boti kebab
- Patili-ke kebab
- Ghutwa kebab
- Seekh kebab

## Termini e tecniche culinarie
La cucina Awadhi, sebbene simile a quella Mughlai, se ne differenzia nei metodi di cottura. La sua unicità proviene dalla lenta preparazione e dalla posa dei gusti nei piatti. Mentre i piatti Mughal sono ricchi di grassi a causa dell'uso eccessivo di latte e panna, oltre alle spezie, il cibi Awadhi sono molto più raffinati e conditi con una semplice manciata di spezie. Rampur e Lucknow non sono poi così distanti geograficamente ma i loro stili culinari sono del tutto diversi. La cicina Rampuri è stata influenzata dalla cultura afghana ed essi usano spezie grossolanamente, la cucina Awadhi usa solo 20 spezie che fanno sentire il gusto di ogni ingrediente.
Ecco i nomi di alcune tecniche culinarie Awadhi:
- Dum Dena
- Gile Hikmat
- Bhagona
- Deg/Degchi
- Seeni

- Durust Karna
- Ghee Durust Karna
- Dhungar/Dhuaan
- Bhagar
- Galavat

- Kadhai
- Lagan
- Loab/Rogan
- Moin
- Lobe Ka Tandoor

- Yakhni Cuts
- Zamin Doz
- Mahi Tawa
- Ittr[6]

## Preparazione del curry
Korma è effettivamente il termine per la tecnica di brasare la carne. Essa ebbe origine nella ricca cucina Moghul, nella quale le carni di agnelli o polli erano brasate in salse vellutate e speziate, arricchite con noci, panna e burro. Mentre si tratta di cucina ricca, essa è anche leggera, contenendo poco o niente pepe né chlili. Ci sono varietà di korma sia vegetariane (navratan korma) che non (korma di carni di pollo, agnello, manzo e pesce). Korma Murgh Awadhi proviene classicamente da Lucknow.

## Preparazione del riso

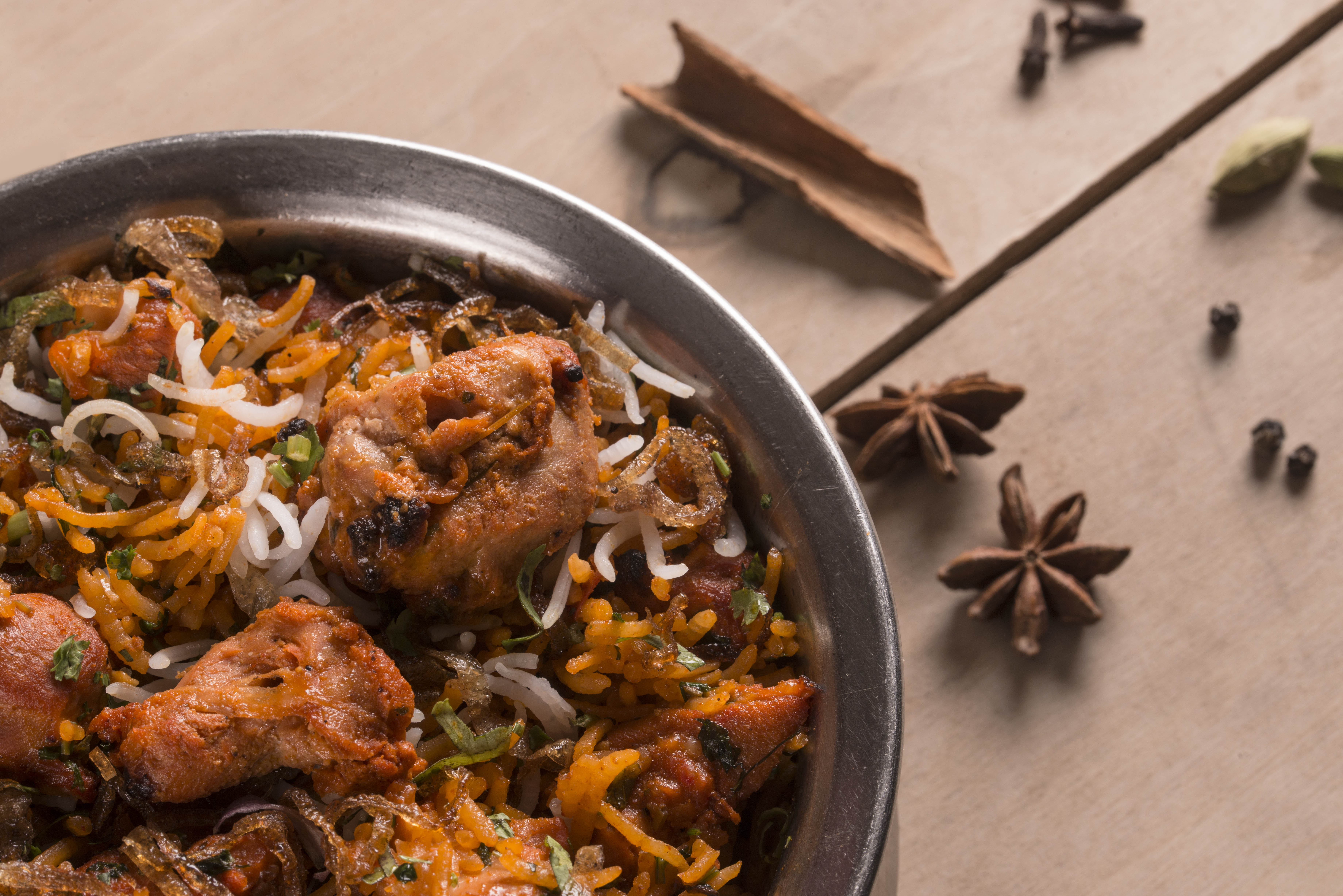
Nawabi Chicken Dum Biryani

Pulao viene fatto cuocendo la carne in burro semifluido con spezie aromatiche calde e quindi coperto con curry di carne o marinata (dipende dal tipo di biryani), quindi cotto in pentola coperta a lenta cottura fin quando è pronto. La versione vegetariana è chiamata Tehri.

## Preparazioni del pane
Poiché il frumento è l'alimento di base del paese, il pane è particolarmente importante. In genere i pani sono di forma piatta e cotti in una padella; solo poche varietà sono pani lievitati. Forme del roti (o pane) sono di vari tipi e fatte in vari modi tra i quali i rumaali roti, tandoori roti, naan (cotto in un tandoor), kulcha, lachha paratha, sheermaal e Bakarkhani.
Pani fatti con altri cereali hanno nomi descrittivi soltanto, per cui vi sono:  Makai ki roti, Jowar ki roti (roti di farina d'orzo), Bajre ki roti (bajra è un grano coltivato solo in India), chawal-ki-Roti (roti di farina di riso).
- Chapati è il roti più popolare in India, consumato a colazione, pranzo e cena.
- Puri, sono piccoli e fritti molto in modo che gonfino.
- Paratha, è una comune variante di roti imbottito con un ripieno di verdure, legumi, formaggio e anche carne tritata e fritti in burro chiarificato. Questo pesante e squisito pane tondo si trova a colazione sulle tavole di milioni di persone.
- Rumali Roti, chiamato anche manda, è un pane sottile cotto su una padella metallica convessa. La parola Urdu/Hindi rumaali significa "fazzoletto".
- Tandoori Roti è un pane più spesso che viene cotto in un tandoor e può essere croccante o morbido a seconda dello spessore.
- Naan è un pane cotto in padella, spesso e morbido.
- Sheermaal è un pane lievitato dolce, cotto in forno, fatto con farina, latte, zucchero e zafferano.
- Baqarkhani è una variante di sheermaal, cotto in teglia invece che al forno.

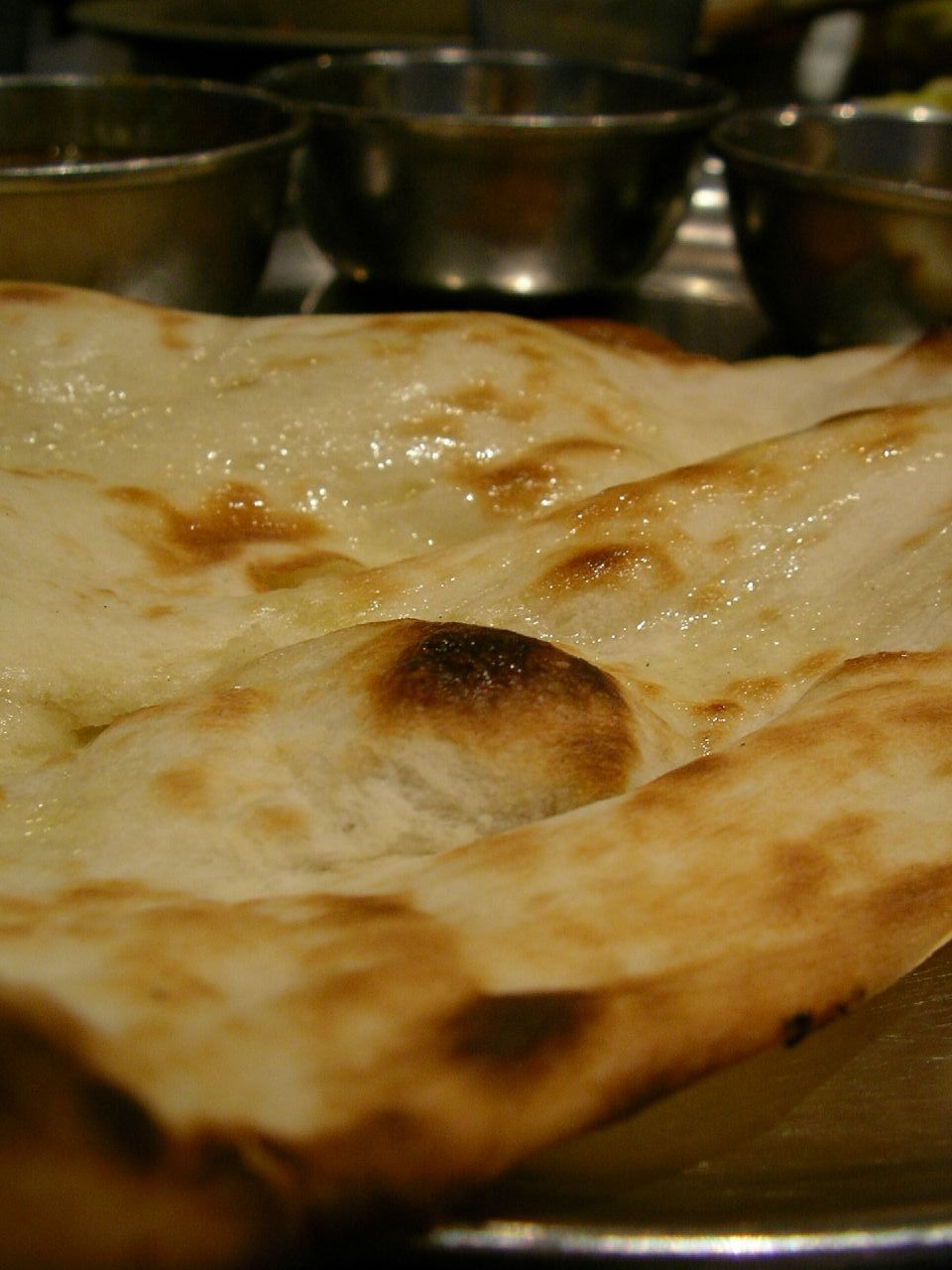
Naan indiano
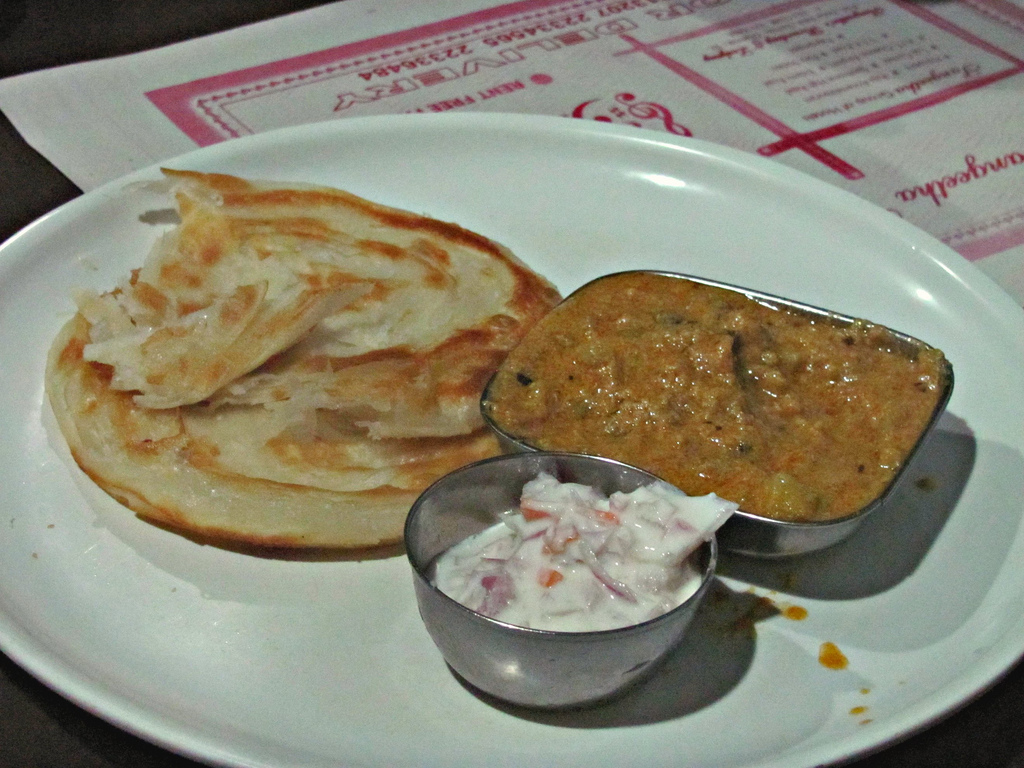
Sabji con paratha

## Dessert

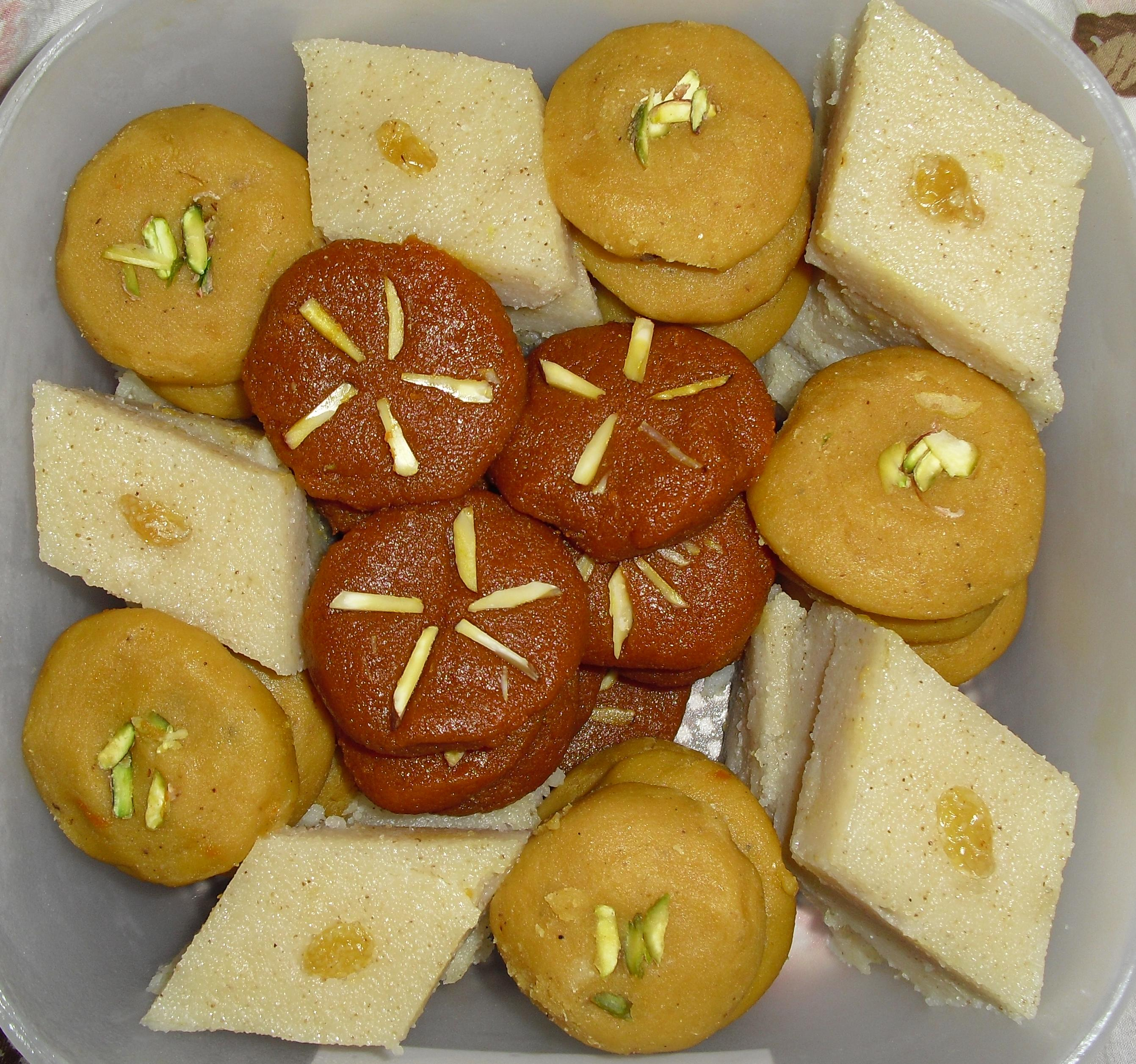
Alcuni halva assortiti comprendenti sooji, chana e gajar halva

Gli inverni sono dedicati alle halwa di tutti i tipi che si trovano in India. Ve ne sono numerose varietà, preparate con cereali diversi, quali farina di ceci, sooji, frumento, noci e uova. La special halwa o halwa sohan ha quattro varietà: Papadi, Jauzi, Habshi e Dudhiya.

## Chaat
Chaat e samosa sono originari dell'Uttar Pradesh ma oggi sono popolari in tutta la nazione e all'estero: essi sono una parte integrante del cibo di strada in India. Le varianti di chaat si basano su pasta di pane fritta insieme a vari altri ingredienti. Il chaat originale è un misto di pezzi di patata, ceci e spezie fortemente salate, con chili indiano acido fatto in casa e saunth (zenzero secco e salsa di tamarindo), foglie di coriandolo verdi fresche e yogurt come guarnizione, ma altyre varianti popolari comprendono Allo tikki (guarniti con cipolla, coriandolo, spezie forti e uno spruzzo di quagliata), dahi puri, panipuri, dahi vada e papri chaat. Vi sono elementi comuni tra queste varianti che comprendono yogurt, cipolle affettate e coriandolo; sev (piccoli spaghetti salati di pasta non lievitata) e chaat masala, una miscela di spezie tipica consistente in amchoor (polvere di mango disseccato), cumino, Kala Namak (tipo di sale grosso), coriandolo, zenzero disseccato, sale, pepe nero e pepe rosso. Gli ingredienti sono combinati e serviti su un piccolo piatto di metallo o su una foglia di banana, seccata e formata a ciotola.